# Presidente Juscelino
Presidente Juscelino – miasto i gmina w Brazylii, w stanie Minas Gerais. Znajduje się w mezoregionie Central Mineira i mikroregionie Curvelo.